# Ardabúrio
Ardabúrio (falecido em 471) era o filho de Áspar, mestre da cavalaria e mestre dos soldados do Império Bizantino no século V. Ardabúrio aparentemente serviu com seu famoso pai durante suas campanhas. Em 466 Ardabúrio foi acusado de um complô traiçoeiro, provavelmente por inimigos políticos de seu pai. A acusação acelerou a queda do poder de Áspar. Ardabúrio e Áspar foram mortos em um motim em 471.